# Bothy

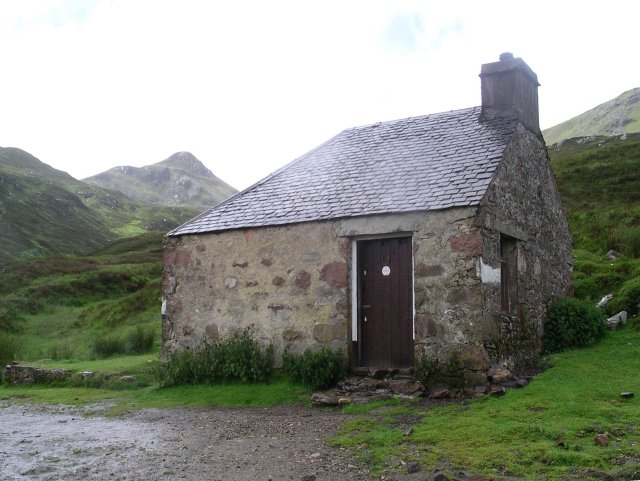
Lairig Leacach Bothy, Lochaber, Schotland

Een bothy is een eenvoudige berghut, meestal zonder slot en openbaar, gratis toegankelijk. Bothies zijn te vinden in afgelegen berggebieden in Schotland, Noord-Engeland en Wales. Ze zijn tamelijk veelvoorkomend in de Schotse Hooglanden.

## Etymology
"Bothy" zou afgeleid kunnen zijn van het Gaelic bothan, dat 'kleine hut' betekent, of de Welshe term bwthyn, dat iets vergelijkbaars betekent.

## Karakter
De meeste bothies zijn voormalig afgebroken gebouwtjes die zijn opgebouwd tot een eenvoudige standaard van een wind- en waterdichte schuilhut. Ze variëren van weinig meer dan een grote doos tot twee-kamerhutten. Ze hebben meestal een slaapgedeelte dat bestaat uit een bovenkamer of een kleine verhoging tegen vocht en koude. Er zijn geen bedden, matrassen of lakens, vaak wel iets van een open haard of allesbrander. Verder is er water in de buurt en is er vaak een schep om uitwerpselen mee te begraven.

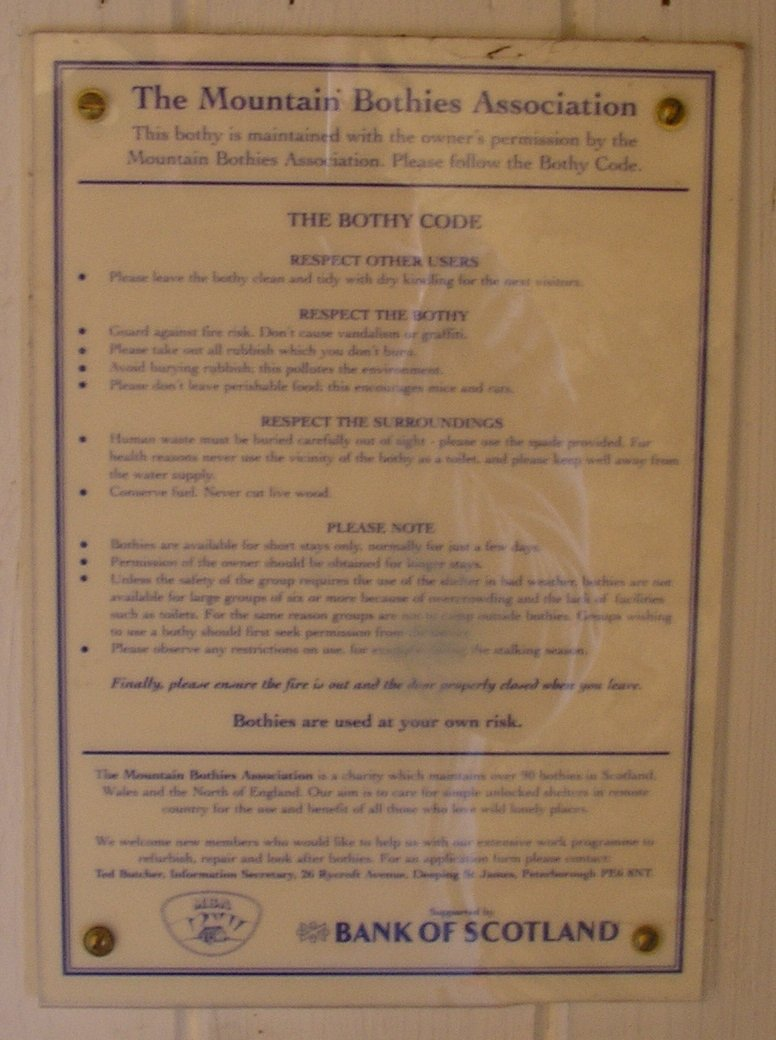
De Bothy Code, getoond in de 'Tarf Hotel' Bothy, Perth and Kinross.

## Etiquette
Hoewel vrij toegankelijk is het gebruik van bothies aan een aantal regels gebonden:
- Brandstof voor vuur moet zelf worden meegebracht, of wanneer er brandstof aanwezig is, deze na gebruik weer aanvullen. Als er geen bomen in de buurt zijn, dan kan turf worden gebruikt. Het verzoek is evenwel om het turfsteken te beperken uit ecologische overwegingen.
- Er zijn meestal kaarsen te vinden. Als het even kan weer aanvullen bij gebruik.
- Alle afval moet meegenomen worden (uitgezonderd ontlasting, deze moet begraven worden).
- De plek waar men zijn behoefte doet moet op voldoende afstand van de bothie liggen en uit de buurt van de watervoorziening.
- Grote groepen, lang verblijf en commercieel gebruik zijn niet toegestaan. De bothies zijn voor kort verblijf van kleine gezelschappen.

Vanwege het niet respecteren van de etiquette is een aantal bothies gesloten. Dit betreft meestal bothies die relatief dicht bij de bewoonde wereld zijn.

## Eigendom
De meeste bothies zijn in eigendom van landgoedbeheerders van het betreffende gebied. In totaal 97 bothies worden beheerd door de Mountain Bothies Association (MBA (16 Sept 2009).
De locatie van de bothies wordt niet breed gepubliceerd. Ze moeten het hebben van mond-tot-mondreclame.